# Scener fra et ægteskab
Scener fra et ægteskab er en svensk tv-serie fra 1973 instrueret af Ingmar Bergman med Liv Ullmann og Erland Josephson i hovedrollerne som parret Marianne og Johan. Tv-serien er i alt 281 minutter lang, men der findes også en filmversion på 167 minutter, som er blevet vist internationalt. Det var Ingmar Bergmans første tv-serie, som senere blev efterfulgt af Ansigt til ansigt (1976) og Fanny og Alexander (1982).
Bergmans sidste film Saraband (2003) er en selvstændig fortsættelse til tv-serien, hvor Ullmann og Josephson gentager deres respektive roller.

## Handling
Johan og Marianne har været gift i ti år og har to døtre sammen. Vennerne Peter og Katarina har store ægteskabelige problemer, og gennem disse får seeren et glimt af, hvad der venter for Johan og Marianne.

## Medvirkende
- Liv Ullmann som Marianne
- Wenche Foss som Mariannes mor
- Erland Josephson som Johan
- Bibi Andersson som Katarina
- Jan Malmsjö som Peter
- Gunnel Lindblom som Eva
- Barbro Hiort af Ornäs som Fru Jacobi
- Anita Wall som Fru Palm
- Bertil Norström som Arne